# Michaelsbrunnen (Mettingen)

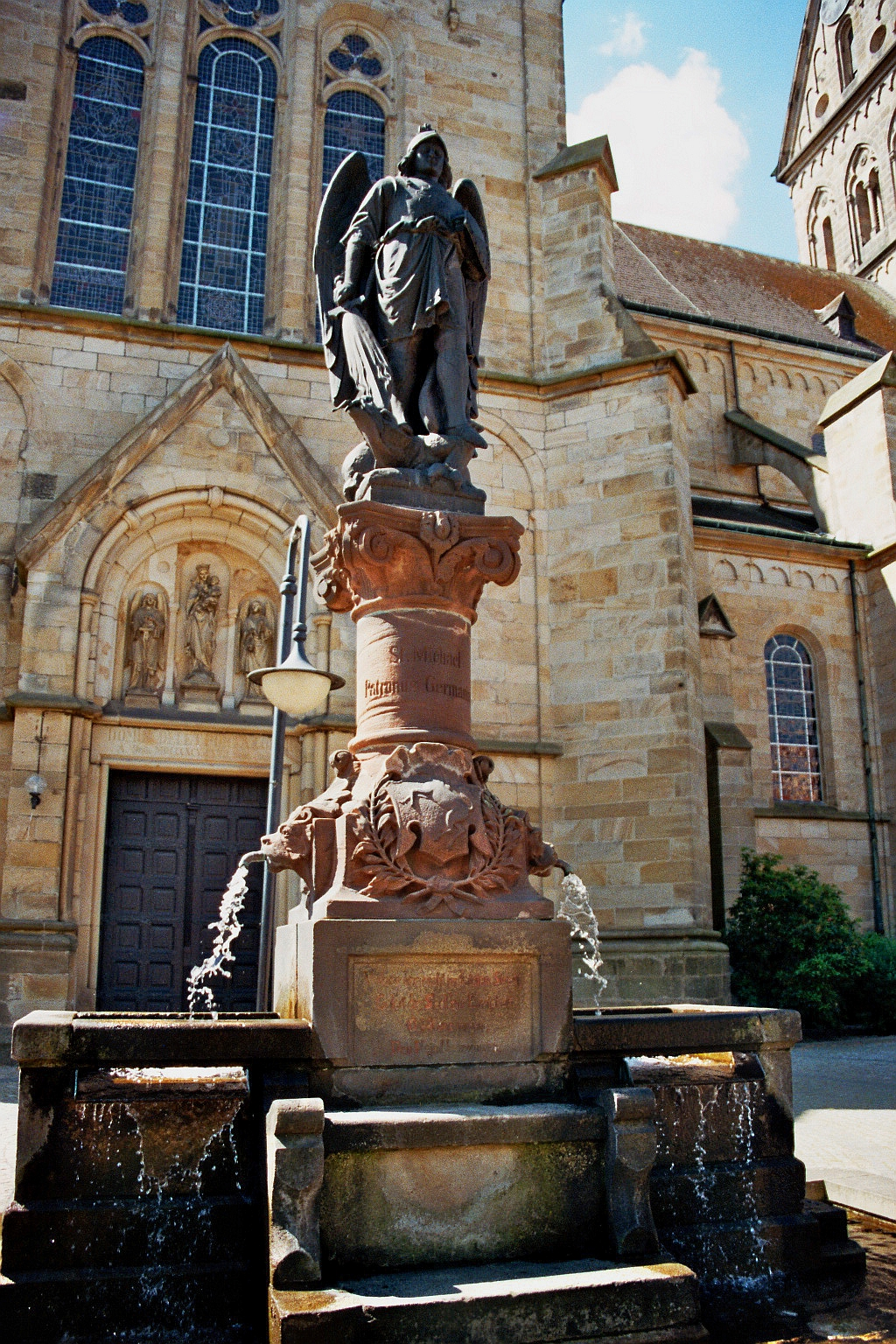
Der Michaelsbrunnen an der St.-Agatha-Pfarrkirche auf dem Marktplatz von Mettingen

Der Michaelsbrunnen, auch Michaelsdenkmal, ist ein als Brunnen gestaltetes Denkmal auf dem Marktplatz von Mettingen, das im Jahr 1902 eingeweiht wurde.
Der Brunnen mit dem Standbild des Erzengels Michael vor dem Nordportal der Pfarrkirche St. Agatha steht exakt an der Stelle, wo sich früher der Hochaltar der alten katholischen Kirche befand. Als Denkmal erinnert es aber nicht nur an eine geweihte Stelle des Ortes, sondern auch an zwei wichtige Daten in der Mettinger Geschichte. Außerdem ist es ein Kriegerdenkmal, da auf ihm die Namen der Mettinger Gefallenen der deutschen Einigungskriege 1864 und 1870/71 verzeichnet sind. Die gesamte Anlage steht unter Denkmalschutz.

## Beschreibung und Baugeschichte

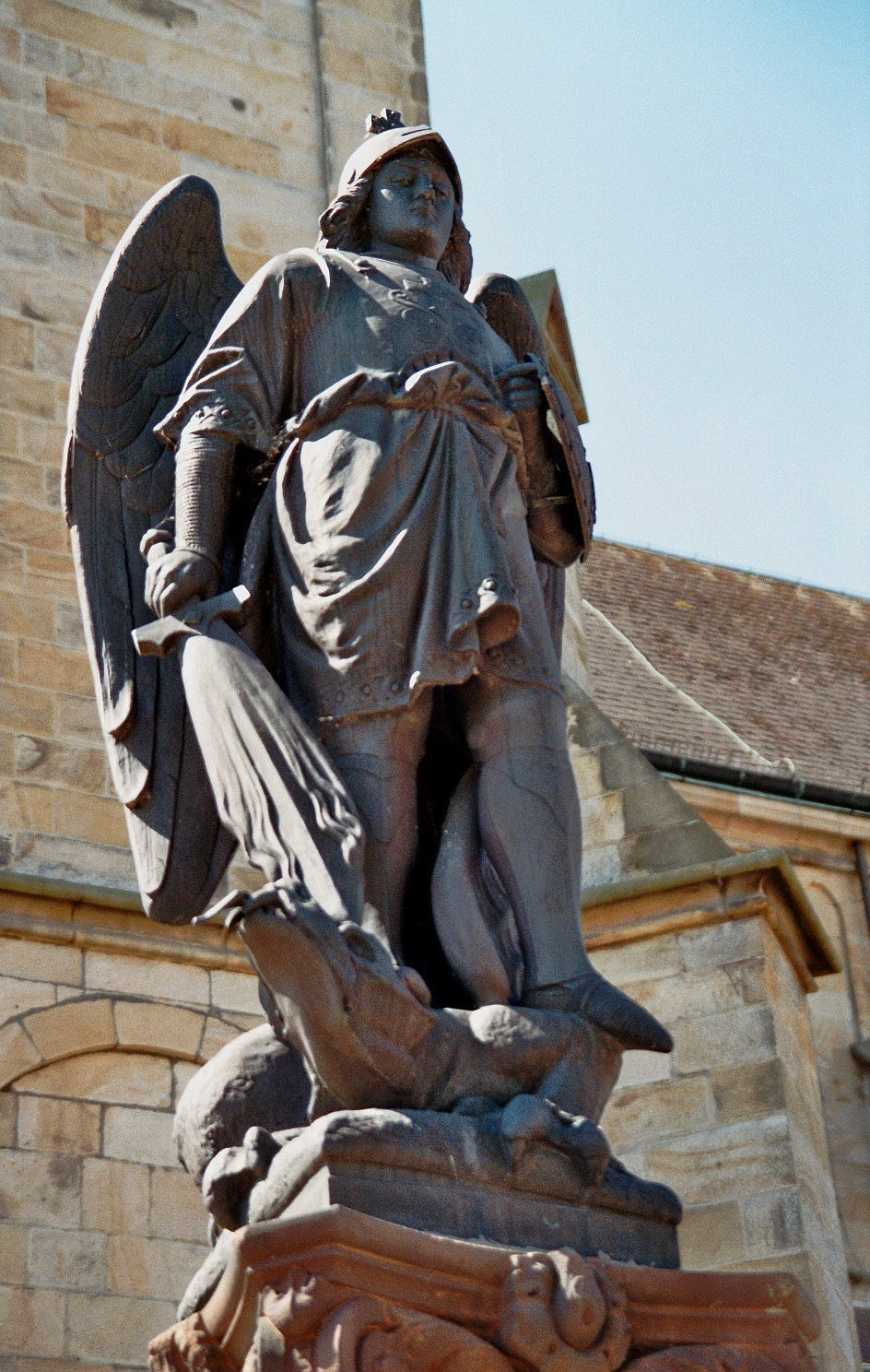
Die Erzengel-Michael-Figur ist ein 1988 aufgestellter Bronze-Nachguss der originalen Galvanoplastik

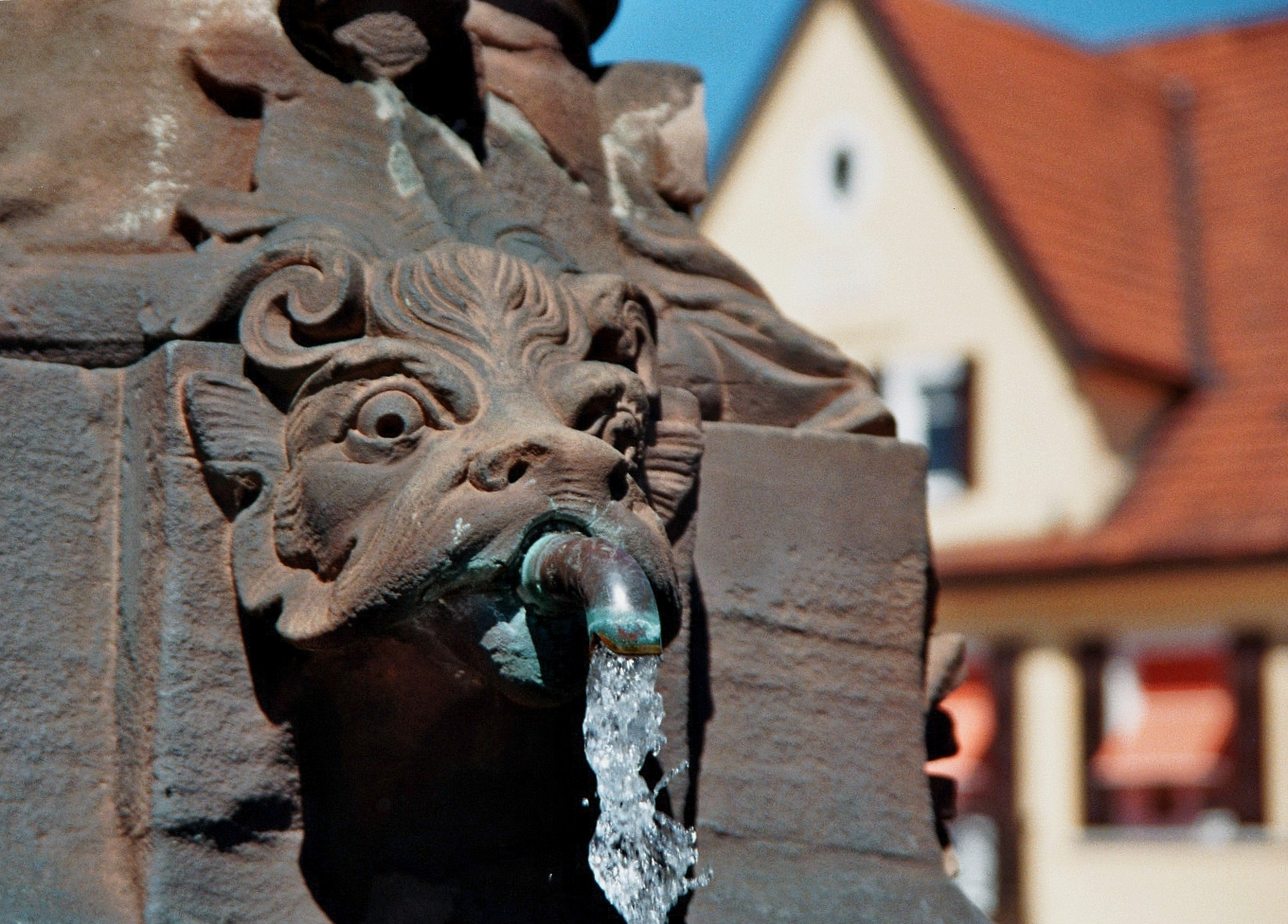
Brunnendetail: Wasserspeier an der Ostseite des Sockels

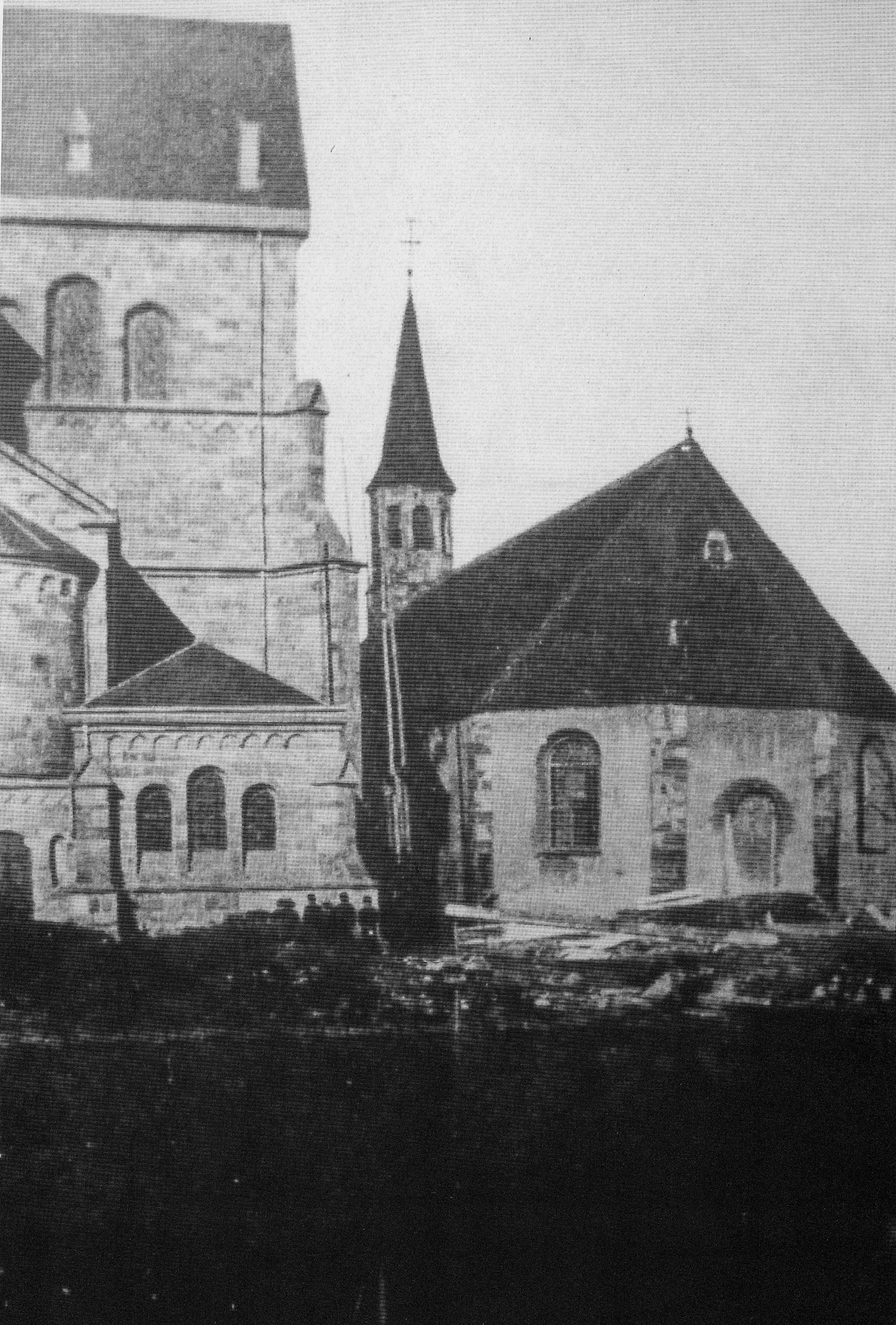
Die alte kleine St.-Agatha-Kirche neben dem wuchtigen Neubau der heutigen Pfarrkirche, um 1893

Zentrales Element des als Dorfbrunnen gestalteten Denkmals ist die Säule mit dem Standbild des Erzengels Michael. Die Figur, sowie den Sockel, Säule und Kapitell aus rotem Eifeler Sandstein, schuf der Bildhauer August Schmiemann, Münster. Als Wasserspeier, durch die das Wasser des nahen Köllbachs fließt, fungieren an der Ost- und Westseite zwei Köpfe drachenähnlicher Fabelwesen. 
Die beiden Brunnenbecken aus heimischem Ibbenbürener Sandstein stammen von dem Steinmetz Rumöller, Recke. Das große Auffangbecken ist weitaus jünger, es entstand erst bei Umgestaltungsarbeiten des Marktplatzes nach 1962. Viele Jahre lang war die Wasserzuleitung jedoch defekt, was bei der Sanierung des Denkmals im Jahr 1988 behoben wurde.

Das Standbild des Erzengels selbst ist ein getreuer Nachguss des 1902 aufgestellten Originals. Dabei handelt es sich um eine 2,05 Meter hohe gelbbraune Galvanoplastik, hergestellt von der Galvanoplastischen Kunstanstalt Geislingen an der Steige. Die Darstellung selbst entspricht mit der von der Rüstung römischer Soldaten inspirierten Kleidung, dem Flammenschwert und Schild sowie dem Drachen zu seinen Füßen der klassischen Ikonographie dieses Erzengels in der Kunst. Die lateinische Inschrift in der Mitte der Säule 

„St. Michael, Patronus Germaniae“

 verweist auf die Funktion des Erzengels Michael als „Schutzpatron der Deutschen“.

Das Denkmal soll zum einen an die frühere, aus dem Jahr 1779 stammende Mettinger St.-Agatha-Kirche erinnern, die nach der Fertigstellung der neuen Pfarrkirche Mitte 1894 abgerissen wurde. Um sie im Gedächtnis der Mettinger zu bewahren, ließ der Erbauer der neuen Pfarrkirche, Pastor Heinrich Hüging, 1902 an der Stelle des Hochaltares der alten Kirche das Michaelsdenkmal errichten. Darauf nimmt die Inschrift 

„An der Stelle des früheren Hochaltar‘s“

  Bezug, die sich an der Südseite des Denkmalfußes auf der linken Seite befindet.

Auf der rechten Seite ist dort zudem zu lesen: 

„Im Jahre des Doppeljubiläums 1902.“

 Das ist eine Anspielung auf die beiden für die Mettinger Ortsgeschichte bedeutsamen Jahre 1702 und 1777. Denn 1902 waren es genau 200 Jahre her, dass in der Obergrafschaft Lingen, zu der auch Mettingen gehörte, die Herrschaft der Oranier endete und die Zugehörigkeit zum Königreich Preußen begann. Die Katholiken Mettingens erhofften sich dadurch eine Lockerung der Religionsgesetze. Tatsächlich erhielten sie 75 Jahre später, 1777, aus Berlin die Erlaubnis, eine kleine katholische Kirche bauen zu dürfen. Zur Erinnerung an das 200-jährige Jubiläum passt auch, dass der Mettinger Marktplatz zu Ehren Friedrichs des Großen ursprünglich Friedrichs-Platz hieß.
Mit seiner geschichtlichen Intention weist das Mettinger Michaelsdenkmal eine gewisse Verwandtschaft mit dem Preußendenkmal in der Nachbarkommune Ibbenbüren auf. Dieses gleichfalls aus rotem Eifeler Sandstein bestehende Denkmal wurde ebenfalls 1902 zur Erinnerung an die 200-jährige Zugehörigkeit zum Königreich Preußen aufgestellt.
Neben den Erinnerungen an Daten der Mettinger Ortsgeschichte ist der Michaelsbrunnen darüber hinaus als Kriegerdenkmal gedacht – schließlich ist der heilige Michael auch Patron der Soldaten und Krieger. Auf der Vorderseite des Sockels befindet sich das westfälische Wappen, auf der Rückseite ein Anker, das damalige Mettinger Wappen. In der Mitte sind die Namen der im Deutsch-Dänischen Krieg 1864 und im Deutsch-Französischen Krieg 1870/71 Gefallenen aus der Pfarrgemeinde St. Agatha verewigt.
In den Sockel sind außerdem die – wiederum direkt an den Erzengel Michael gerichteten – kämpferischen Zeilen eingehauen:
Verlaß‘ uns nicht im letzten Streit,

geleit‘ die Seel zur Ewigkeit,

o hilf uns ringen,

den Feind bezwingen!
Der Mettinger Michaelsbrunnen vereint in sich somit verschiedene Deutungsebenen, die sich dem Betrachter jedoch nicht auf den ersten Blick erschließen. Sie  sind jedoch alle am Denkmal selbst aufgeführt.
Die komplette Brunnenanlage steht als „Objekt der Volksfrömmigkeit“ unter Denkmalschutz, nachdem sie am 27. November 1984 als Inventar-Nr. A 05 in die Denkmalliste der Gemeinde Mettingen eingetragen wurde.
Dennoch hat es seither eine weitere gravierende Änderung an dem Denkmal gegeben: Die im Lauf der Zeit erheblich beschädigte Michael-Figur wurde 1988 anlässlich der 900-Jahr-Feier der Gemeinde Mettingen durch einen Nachguss aus Bronze ersetzt. Das Replikat schuf der Borghorster Künstler Otto Breuing, den Guss besorgte die Kunstgießerei Anft, Drensteinfurt. Die Original-Plastik befindet sich seither im Inneren der St.-Agatha-Kirche. Anlässlich der Weihe des erneuerten Denkmals erinnerte Pfarrer Johannes Sandhofe an die Bedeutung des Erzengels Michael für den christlichen Glauben. Das Michaelsbild rufe nach wie vor dazu auf, der Auseinandersetzung mit allen Mächten des Bösen nicht aus dem Weg zu gehen:

„St. Michael verehren bedeutet darum nicht zuletzt, seinen Blick schärfen für die Bedrohung der Welt und unseres Heils durch die Mächte des Unheils, die überall in der Welt gegenwärtig sind. Der Kampf Michaels mit dem Drachen und sein klarer Sieg geben uns die große Hoffnung, daß auch wir siegen werden.“

## Umfeld des Denkmals

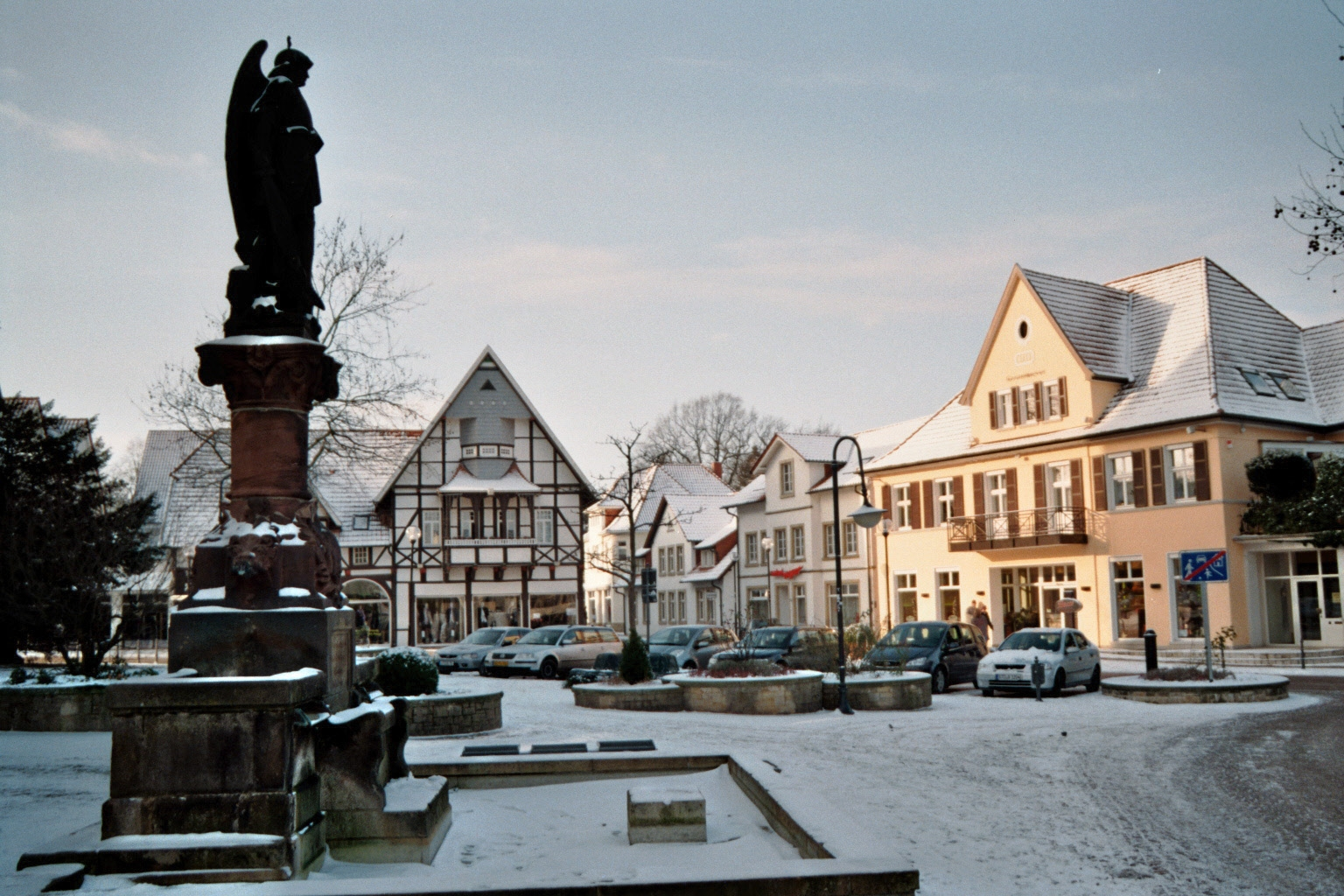
Das Michaelsdenkmal ist ein markantes Element des nordwestlichen Teils des Mettinger Marktplatzes, hier im Winter 2009/2010

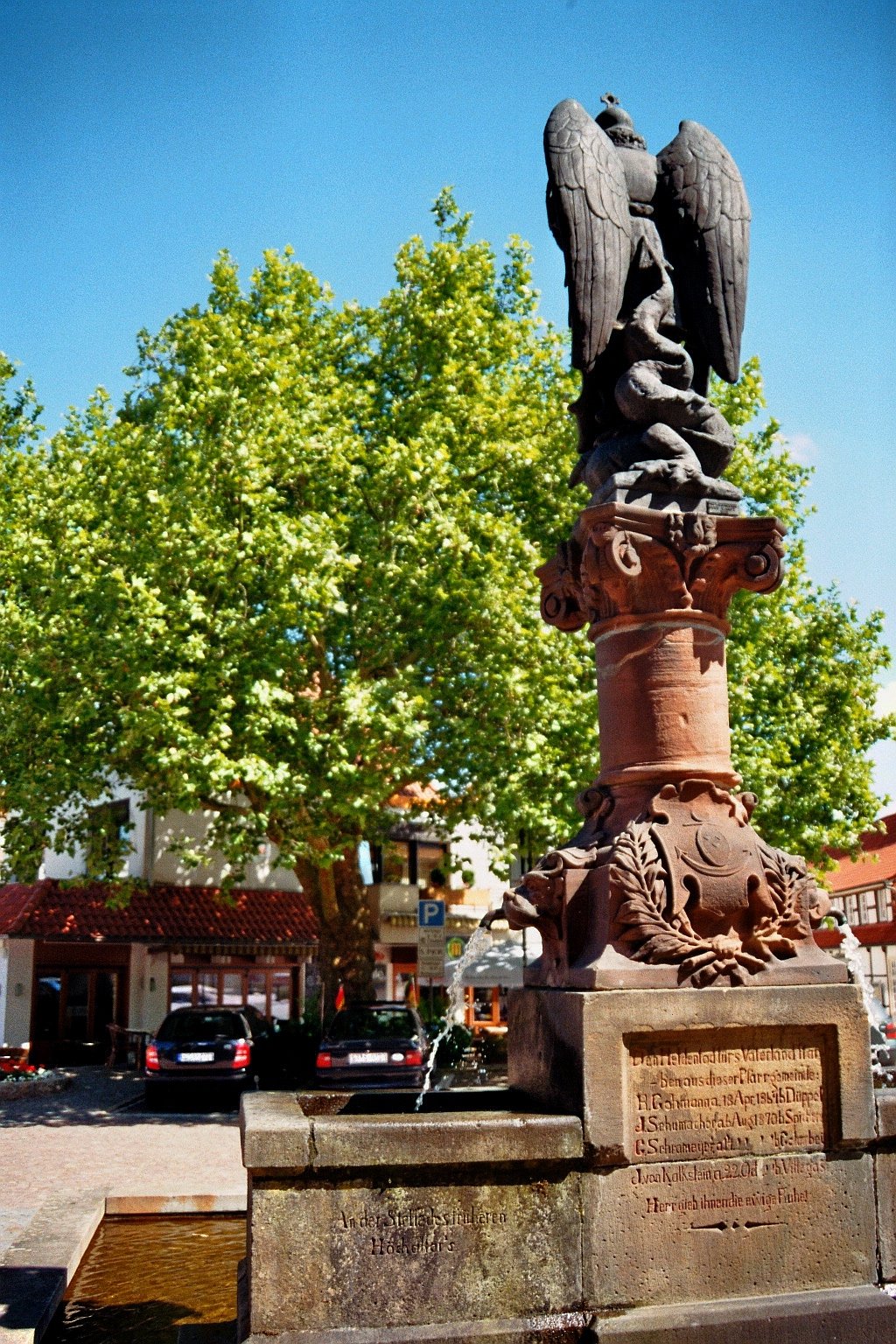
Direkt gegenüber dem Michaelsdenkmal steht die 1908 gepflanzte Platane

Da das Michaelsdenkmal dem 1871 gegründeten Mettinger Kriegerverein als „Auch-Kriegerdenkmal“ nicht ausreichte, ließ er bereits 1906 nur wenige Meter östlich am Rande des Dorfteiches ein neues, „richtiges“ Kriegerehrenmal errichten. Dessen Sockel bestand aus Findlingen, die Säule schmückte ein Adler. Dieses Denkmal wiederum wich 1935 einem neuen Ehrenmal. Denn es war im Lauf der Zeit sehr marode geworden. Außerdem benötigten die Nationalsozialisten für ihre Aufzüge und öffentlichen Veranstaltungen einen entsprechenden Platz. Dafür zwackte man einen breiten Streifen des Dorfteiches ab. Die darauf errichtete neue, zwei Meter hohe quadratische Monumentalsäule, die ein kupferner Eichenkranz krönte, entwarf der gebürtige Mettinger Hubert Bendiek. Das neue Kriegerdenkmal erinnerte besonders an die Gefallenen des Ersten Weltkriegs, die Erbauer verwendeten aber auch Tafeln des Vorgängerdenkmals. Als 1968 der Dorfteich zugeschüttet und der dortige Platz neu gestaltet wurde, verschwand auch dieses Kriegerdenkmal. Die Tafeln mit den Namen der Gefallenen des Ersten Weltkriegs sind heute in der Halle des neuen Friedhofs an einer Wand angebracht.
Das Michaelsdenkmal steht heute frei auf dem Marktplatz. Das war nicht immer so. Bis etwa 1970 wuchsen an der Nordseite der St.-Agatha-Kirche dicht gepflanzte Linden, unter denen das Denkmal mit der Zeit immer mehr verschwand. Als die Wurzeln der Bäume dann noch die Steinplatten des Kirchplatzes anhoben und sie in „Stolperfallen“ verwandelten, ließ der Kirchenvorstand die Linden kurzerhand fällen. Das geschah recht plötzlich, was im Ort ein sehr geteiltes Echo fand.
Jedoch kam der Michaelsbrunnen auf dem nun freien Marktplatz überhaupt erst richtig zur Geltung. Die Kirchengemeinde St. Agatha ließ die ihr gehörenden Flächen des Platzes mit Waschbeton-Platten, Parkplätzen und Blumenbeeten neu gestalten. Im Zuge der Ortssanierung erhielten der Marktplatz und die daran entlang führende Straße Markt Anfang der 1990er Jahre mit Kopfsteinpflaster und verkehrsberuhigtem Rückbau weitgehend ihr heutiges Gesicht. Nur eine Konstante ist durch die Jahrzehnte stets geblieben: Die Erzengel-Figur schaut nach wie vor auf die mittlerweile mächtige Platane, die Leo Schneider im Jahr 1908 genau gegenüber dem Michaelsbrunnen gepflanzt hat. Der Baum hat bislang alle Veränderungen des Marktplatzes überstanden.

## Sonstiges
Gelegentlich ist der Michaelbrunnen auch heute noch Ort von Gedenkveranstaltungen. So zogen nach den Terroranschlägen am 11. September 2001 die Schüler der drei Mettinger Grundschulen mit ihren Lehrern am 14. September 2001 in einem Sternmarsch zu dem Denkmal und legten dort selbst gemalte Bilder und Plakate, Kerzen und Kreuze sowie Blumen nieder. Mit dieser symbolischen Geste wollten sie gegen den Terrorakt der Islamisten protestieren.
Ab und an lassen sich außerdem Scherzbolde an dem Brunnen aus und schütten Spülmittel oder andere, große Seifenblasen erzeugende Substanzen in das Wasser, sodass das Becken überschäumt.